# Before the Backstreet Boys 1989–1993
Before The Backstreet Boys 1989-1993 é uma coletânea e álbum não oficial do cantor estadunidense Nick Carter, lançado de forma independente pela Dyenamic Discs. O álbum contém canções gravadas por ele entre os anos de 1989 a 1993 e foi lançado em 1 de outubro de 2002. 

## Antecedentes
Antes de se tornar um membro do grupo masculino Backstreet Boys, Nick Carter iniciou sua carreira artística em uma idade jovem e realizava apresentações como nos shows de intervalo do clube Tampa Bay Buccaneers e na Florida State Fair.
Entre os anos de 1989 a 1993, Carter realizou diversas versões cover de músicas populares de outros artistas, que foram gravadas com o produtor Mark Dye, o treinador vocal de Carter dos seus nove aos treze anos de idade. Este material foi compilado em dezessete faixas para o lançamento de Before the Backstreet Boys 1989–1993, que inclui canções como "Love Is a Wonderful Thing" de Michael Bolton; "Runaround Sue" de Dion; "Jailhouse Rock" de Jerry Leiber e Mike Stoller que tornou-se famosa na voz de Elvis Presley entre outras versões. Além de "The Star-Spangled Banner", a primeira gravação solo de Carter e "Summer!", escrita por Dye.

## Lista de faixas
| N.º | Título                                 | Duração |  |
| 1.  | "Summer!"                              | 3:32    |  |
| 2.  | "Love Is a Wonderful Thing"            | 2:52    |  |
| 3.  | "More Today Than Yesterday"            | 3:10    |  |
| 4.  | "Hard To Get (Dueto com Malia)"        | 4:28    |  |
| 5.  | "Rhythm of My Heart"                   | 3:15    |  |
| 6.  | "Runaround Sue"                        | 2:38    |  |
| 7.  | "Lights"                               | 3:15    |  |
| 8.  | "Breaking Up Is Hard to Do"            | 2:23    |  |
| 9.  | "Just a Gigolo" / "I Ain't Got Nobody" | 4:29    |  |
| 10. | "Jailhouse Rock"                       | 2:27    |  |
| 11. | "God Bless The U.S.A"                  | 3:11    |  |
| 12. | "Uptown Girl"                          | 3:12    |  |
| 13. | "Rockin' Around The Christmas Tree"    | 2:13    |  |

| Faixas bônus   |                                  |         |  |
| N.º            | Título                           | Duração |  |
| 14.            | "Mansion In Malibu (Malia solo)" | 3:53    |  |
| 15.            | "The Star Spangled Banner"       | 1:59    |  |
| 16.            | "Hard To Get (Nick versão solo)" | 3:02    |  |
| 17.            | "Sunday Morning Bells"           | 2:44    |  |
| Duração total: | Duração total:                   | 52:46   |  |